# Impérialisme occidental en Asie

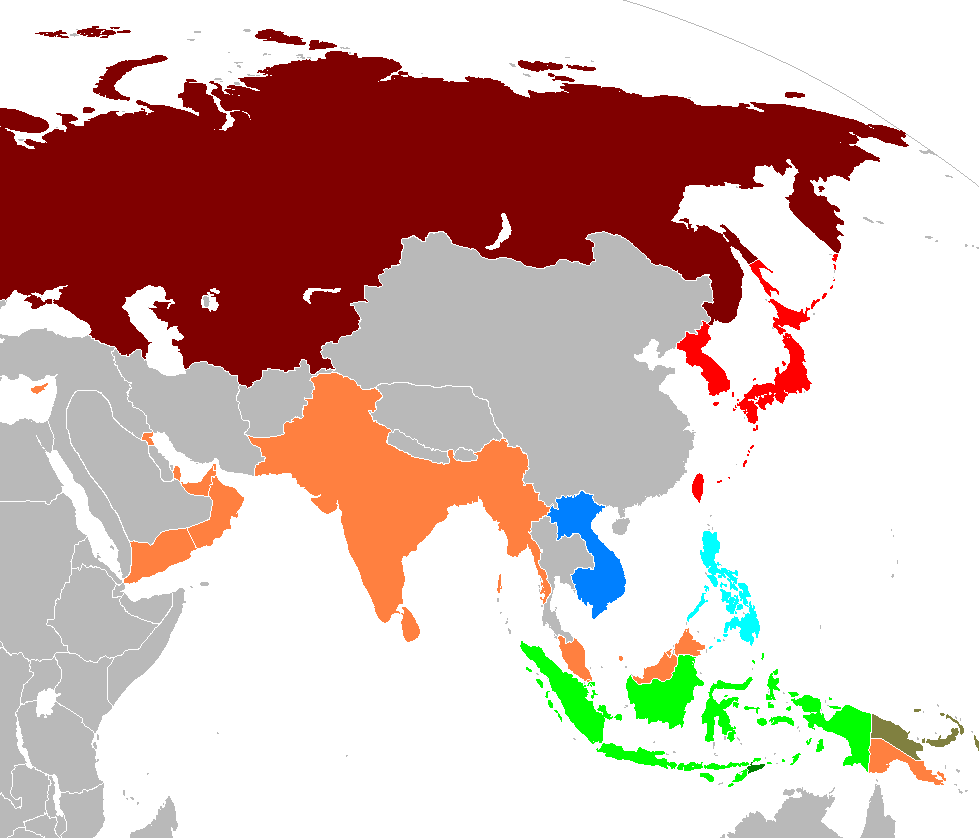
Colonisation européenne de l'Asie en 1914.

 (avril 2021).
Si vous disposez d'ouvrages ou d'articles de référence ou si vous connaissez des sites web de qualité traitant du thème abordé ici, merci de compléter l'article en donnant les références utiles à sa vérifiabilité et en les liant à la section « Notes et références ».
- Territoire allemand
- Territoire britannique
- Territoire français
- Territoire néerlandais
- Territoire portugais
- Territoire russe
- Territoire américain
- Territoire japonais

L'impérialisme occidental en Asie, tel qu'il est présenté dans cet article, concerne le long processus de colonisation effectué par les Occidentaux dans ce qui a d'abord été appelé les Indes orientales. Celui-ci a débuté au début du XVe siècle par la recherche de routes commerciales menant à la Chine (Cathay) qui ont conduit directement aux Grandes découvertes et l'introduction des prémices de la guerre moderne dans ce qu'on appelait alors l'Extrême-Orient. En début du XVIe siècle les nombreuses expéditions commerciales ont considérablement élargi l'influence de l'Europe occidentale et le développement du commerce des épices. La présence de l'Europe occidentale à travers leurs empires coloniaux et de l'impérialisme en Asie dura plus de six siècles, et se termina officiellement avec l'indépendance du Timor oriental en 2002, dernière colonie de l'Empire colonial portugais. La colonisation introduisit les concepts occidentaux de Nation et de l'État plurinational.
L'expansion de l'influence politique, commerciale et culturelle européennes en Asie permit de développer une économie qui allait devenir une économie de marché et de libre-échange moderne. Au XVIe siècle, les Portugais brisent le monopole commercial terrestre des Arabes et maritime des Italiens entre l'Asie et l'Europe par la découverte de la route maritime passant par le cap de Bonne-Espérance. La concurrence croissante et notamment celle de la Compagnie néerlandaise des Indes orientales, éclipsa progressivement l'influence des Portugais en Asie. Les Néerlandais furent les premiers à établir des bases indépendantes en Orient (dont la plus importante était Batavia, siège social de la Compagnie des Indes) puis entre 1640 et 1660 enlevèrent aux Portugais Malacca, Ceylan, quelques ports indiens du sud, ainsi que le commerce lucratif du Japon. Quelques années plus tard, les Anglais et les Français établirent des comptoirs en Inde et un commerce avec la Chine, leurs acquisitions supplantant graduellement celles des Néerlandais. À la fin de la guerre de Sept Ans en 1763, les Anglais mirent fin à l'influence française en Inde et établirent la Compagnie britannique des Indes orientales comme la force politique la plus importante du sous-continent indien.
Avant la Révolution industrielle lors de la seconde moitié XIXe siècle, la demande en marchandises orientales (porcelaine, soie, épices et thé) est demeurée le moteur de l'impérialisme européen, et (à l'exception de la présence de Compagnie britannique des Indes orientales en Inde) les Européens sont restés confinés dans les ports marchands et dans des avant-postes stratégiques nécessaires pour protéger les voies commerciales. L'industrialisation a cependant considérablement augmenté la demande européenne pour les matières premières asiatiques ; et la Longue Dépression des années 1870 provoqua une crise boursière sur les produits industriels européens et les services financiers en Afrique, Amériques, Europe de l'Est, et particulièrement en Asie. Cette crise coïncida avec une nouvelle ère dans l'expansion coloniale globale connue sous le nom de "néo-impérialisme" qui a vu un changement de politique commerciale et le passage d'un contrôle de type Indirect rule à un contrôle colonial direct des vastes territoires d'outre-mer. Entre les années 1870 et le début de la Première Guerre mondiale en 1914, le Royaume-Uni, la France, et les Pays-Bas ont agrandi leurs possessions au Moyen-Orient, dans le sous-continent indien et en Asie du Sud-est. Durant la même période, l'empire du Japon, était dans la restauration de Meiji ; l'Empire allemand, sortait unifié de la guerre franco-prussienne en 1871 ; la Russie tsariste étendait son influence sur ses territoires de Sibérie ; et les États-Unis, à la suite la Guerre hispano-américaine de 1898, émergeaient comme une nouvelle puissance impérialiste en Asie de l'Est et dans la région de l'océan Pacifique.
Lors de la Première Guerre et la Seconde Guerre mondiale, les pays asiatiques furent impliqués dans les conflits par les puissances impérialistes européennes avec la Russie et l'ascension des puissances américaine et japonaise. À l'issue de ces deux conflits aucune des puissances coloniales ne disposait de ressources suffisantes pour maintenir sa présence et sa domination en Asie. Les mouvements nationalistes se sont exacerbés à la suite de l'abandon des colonies à leur propre sort durant la guerre et menèrent à l'indépendance politique des colonies restantes dans presque toute l'Asie. Néanmoins ce mouvement de décolonisation fut stoppé par la Guerre froide ; l'Asie du Sud-Est, l'Asie du sud, le Moyen-Orient, et l'Asie de l'Est furent incorporés dans un système économique, financier, et militaire des grandes puissances. Malgré cela, le développement économique rapide d'après-guerre des quatre dragons asiatiques, de l'Inde et de la République populaire de Chine, avec l'effondrement de l'Union Soviétique, les ont détachés de l'influence européenne et nord-américaine en Asie, posant une interrogation aujourd'hui sur l'émergence de l'Inde et de la Chine en tant que superpuissance émergente.

## Premières explorations européennes en Asie
La première grande exploration européenne de l'Asie fut menée par Alexandre le Grand de par ses combats contre les Perses. Sa guerre conduisit son armée jusqu'à l'Indus, puis l'exploration continua au temps de la Rome antique. Les Romains avaient connaissance des terres lointaines comme la Chine. Le commerce entre l'Inde et les Romains d'Égypte par des bateaux qui naviguaient de port en port en mer Rouge, était significatif dans les premiers siècles de l'ère chrétienne.

### Explorations médiévales

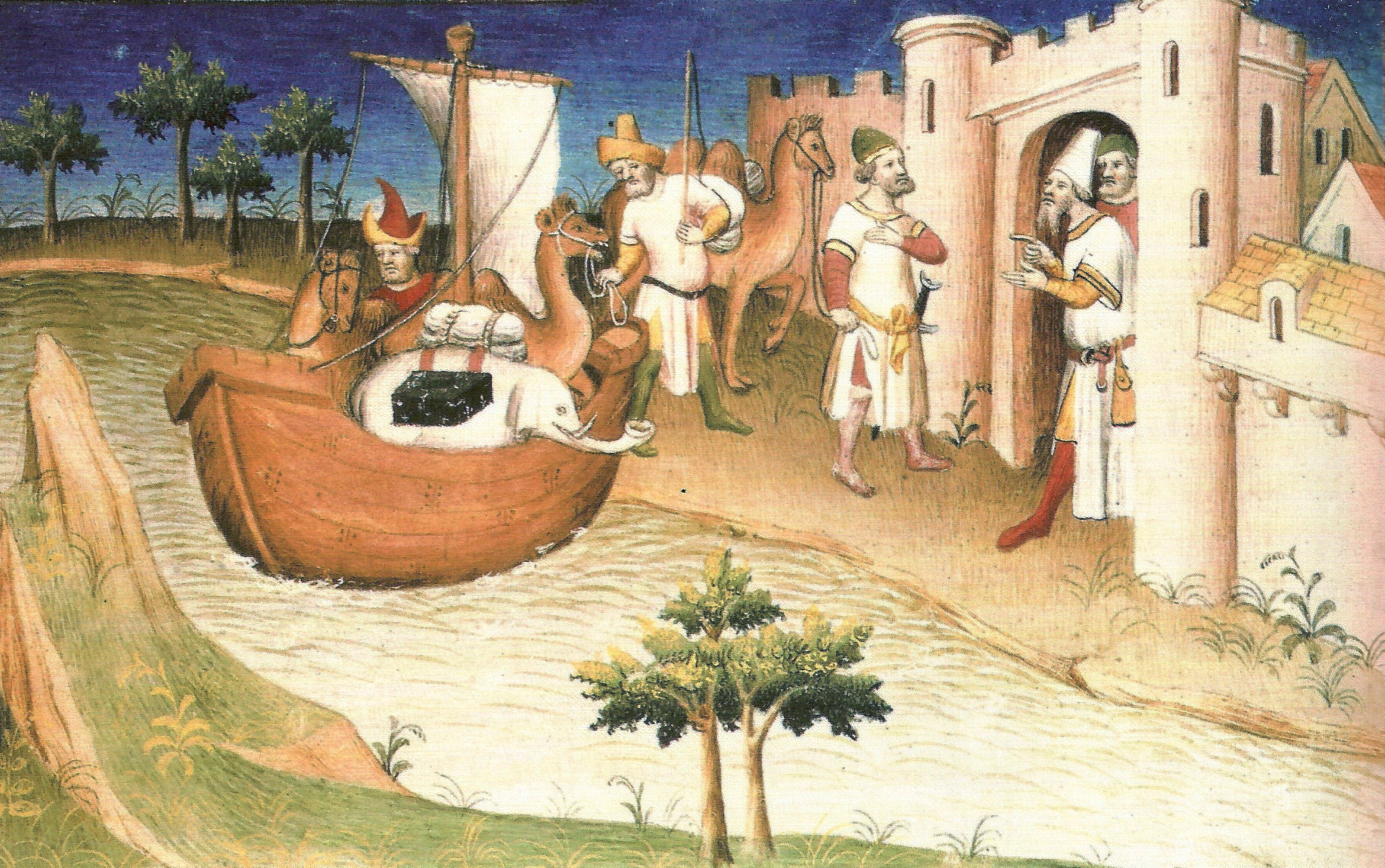
Illustration de l'arrivée de Marco Polo dans une ville chinoise

Durant le XIIIe siècle et le XIVe siècle, un certain nombre d'Européens, dont de nombreux missionnaires chrétiens, ont cherché à atteindre la Chine. Le plus célèbre de ces voyageurs était Marco Polo. Mais ces voyages eurent peu d'effets sur le commerce Est-Ouest en raison d'une série de bouleversements politiques en Asie dans les dernières décennies du XIVe siècle, qui mirent fin à la poursuite de l'exploration européenne de l'Asie. La dynastie Yuan en Chine, qui avait bien accueilli les missionnaires et marchands européens, fut renversée et les nouveaux dirigeants Ming amorcèrent, suivant le courant du confucianisme, un repli de la Chine sur elle-même. Pendant ce temps, les Turcs Seldjoukides puis Ottomans ont consolidé leur contrôle de la partie orientale de la Méditerranée, fermant les principales routes commerciales terrestres. Ainsi, jusqu'au XVe siècle, le commerce et des échanges culturels mineurs entre l'Europe et l'Asie étaient contrôlés par les commerçants musulmans.

### Voyages maritimes portugais
Les dirigeants d'Europe occidentale ont donc cherché de nouvelles routes commerciales. Les Portugais furent les premiers à tenter de trouver des routes commerciales océaniques. Henri le Navigateur fut l'un des principaux instigateurs de ces explorations. L'objectif de ces capitaines de marine était de rejoindre les Indes par la mer. Cela permit de franchir notamment le cap Bojador et de réfuter existences de monstres mythiques.
Jean II de Portugal fut instigateur à la fin du XVe siècle de diverses expéditions à destination des Indes, notamment de Pêro da Covilhã et d'Afonso de Paiva par voie terrestre. En 1488, Bartolomeu Dias franchit le premier l'extrémité sud de l'Afrique (connue alors comme le cap des tempêtes). Alors que l'équipage de Dias le contraint à rentrer, en 1497 le navigateur portugais Vasco de Gama accomplit le premier voyage maritime de l'Europe vers l'Inde. En 1520, Ferdinand Magellan, navigateur portugais au service de l'Espagne, trouva la route traversant le détroit qui porte son nom et l'océan Pacifique.

## Le commerce et la colonisation portugaise et espagnole en Asie

### Monopole portugais sur le commerce dans l'océan Indien et l'Asie

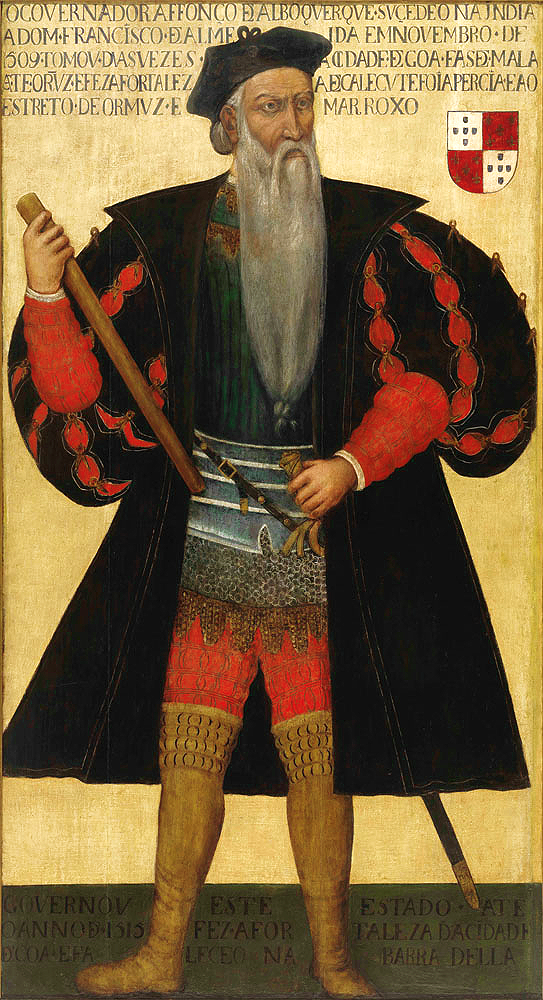
Afonso de Albuquerque

Au début du XVIe siècle, Afonso de Albuquerque alors Vice-roi des Indes, consolide les territoires conquis en Afrique et en Asie. Il comprend que seule une position dominante pourrait permettre au Portugal de ravir la suprématie commerciale sur les Arabes, et conçoit donc un plan établissant des forts sur des sites stratégiques, protégeant les itinéraires commerciaux et également les intérêts portugais sur terre. En 1510, il s'empare de Goa en Inde, et consolide graduellement son contrôle sur la majeure partie du trafic commercial entre l'Europe et l'Asie, en grande partie par des moyens diplomatiques et commerciaux ; les Européens commercent à partir des forts en ne s'éloignant pas des côtes, agissant plus en tant que négociants étrangers plutôt que comme colons. À l'inverse, l'expansion européenne dans les Indes occidentales (plus tard connues des Européens comme faisant partie d'un continent distinct de l'Asie qu'ils appelleront les Amériques) qui fait suite au voyage de Christophe Colomb de 1492, impose des règles colonialistes et ces territoires sont considérés comme prolongements politiques des mères patries.
Par les bénéfices élevés d'autres expéditions, le Portugal établit un comptoir au sud du port commercial de Calcutta au début du XVe siècle. Avec la prise de Goa en 1510, le Portugal s'empare de toute la côte de l'Inde, lui fournissant le monopole sur les échanges commerciaux de l'océan Indien, et de territoires qui resteront portugais jusqu'en 1961.
Le Vice-roi portugais Afonso de Albuquerque (1509-1515) consolide également le contrôle du commerce entre les Indes orientales et la Chine. Son premier objectif étant Malacca, et le détroit étroit par lequel le commerce avec l'Extrême-Orient devient plus rapide. Capturé en 1511, Malacca devient le tremplin pour davantage de pénétration vers l'est ; plusieurs années plus tard les premiers comptoirs commerciaux sont établis aux Moluques, qui se trouve la région productrices de certaines des épices les plus chères du monde. En 1516, les premiers navires portugais arrivent à Canton et aux côtes du sud de la Chine.

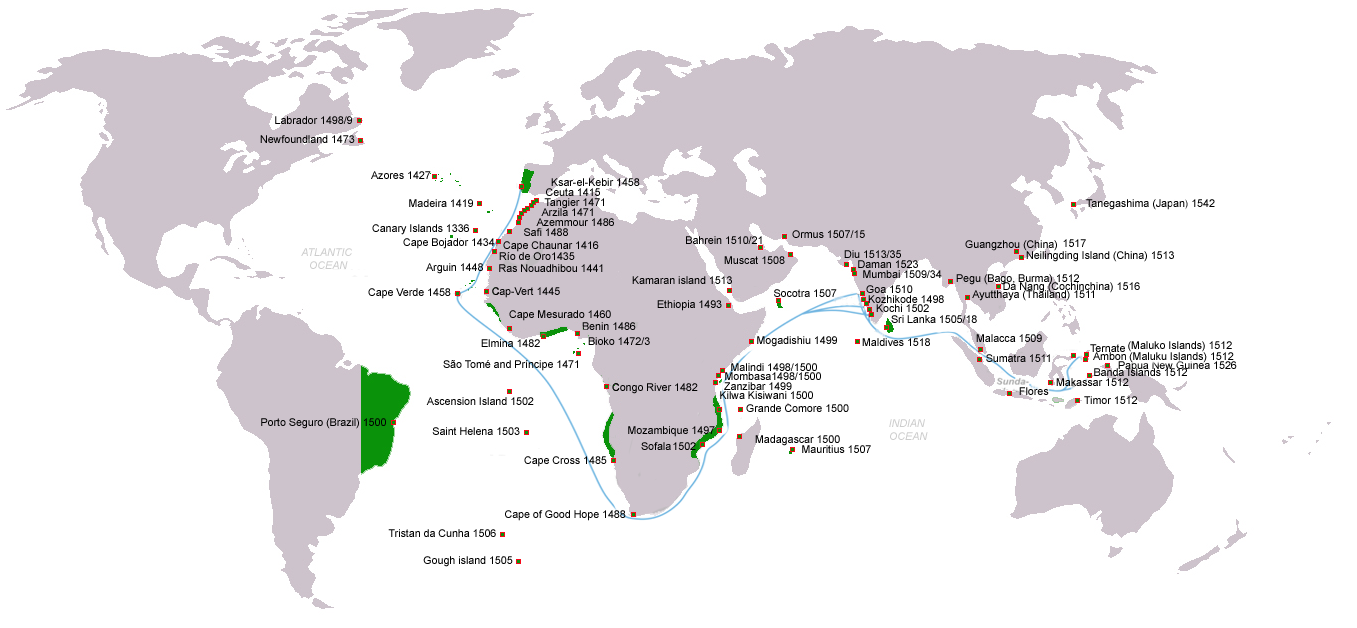
Expéditions portugaise (1415–1542) : dates et lieux d'arrivée; route portugaise du commerce des épices dans l'Océan indien ; territoires de Empire portugais durant le règne de Jean III de Portugal (en vert)

En 1513, après avoir échoué à conquérir Aden, Albuquerque entre avec son armada en mer Rouge, première fois pour des Européens via l'océan ; et en 1515, Albuquerque consolide l'hégémonie portugaise à l'entrée du golfe Persique, le commerce existant déjà depuis 1507, dans les régions de Mascate et d'Ormuz.
En 1557, le Portugal établit une base permanente en Chine à Macao, qu'ils garderont jusqu'en 1999. Les Portugais, basés à Goa et Malacca, avaient maintenant établi un empire maritime lucratif dans l'océan Indien monopolisant le commerce des épices. Les Portugais ont également créé un lien commercial avec les Japonais, devenant les premiers Occidentaux à visiter le Japon. Ce contact permit d'importer le christianisme et les armes à feu dans l'archipel nippon.
L'Espagne, l'autre puissance coloniale principale du XVIe siècle, s'est principalement concentrée sur les Amériques, comme le prévoyait le traité de Tordesillas signé en 1494. Malgré tout, les Espagnols s'établissent en Extrême-Orient aux Philippines. À partir de 1565, des cargaisons de marchandises chinoises sont transportées des Philippines vers la Nouvelle-Espagne (Mexique) puis vers l'Espagne. Par ce long itinéraire, l'Espagne récolte certains bénéfices du commerce en Extrême-Orient. Les fonctionnaires espagnols convertissent les multiples îles au christianisme établissant de manière permanente les Philippines comme étant une région de l'Asie de l'Est fortement orientée vers l'Occident en termes de culture et commerce.

### Déclin de l'empire asiatique du Portugal à partir duXVIIesiècle
Les bénéfices augmentèrent lorsque le Portugal commença à exporter des esclaves d'Afrique en 1541 ; cependant, au fil du temps, grâce à la hausse du commerce des esclaves, les possessions du Portugal devenaient trop dispersées et vulnérables face à la concurrence d'autres puissances d'Europe occidentale (principalement les Provinces-Unies, la France, et l'Angleterre) qui commençaient à lancer des expéditions en Asie. En 1642, les Néerlandais expulsèrent les portugais de la Côte de l'Or, dont une partie des esclaves portugais étaient originaires, laissant ce secteur à d'autres Européens, particulièrement les Néerlandais et les Anglais.
Les puissances européennes rivales ont commencé à faire des incursions en Asie entrainant la diminution des échanges portugais et espagnols dans l'océan Indien. Le territoire qu'ils détenaient était  très étendu et les limites de leur capacité d'investissement et les technologies navales de l'époque étaient atteintes. Ces deux facteurs couplés rendent le contrôle du commerce de l'océan Indien extrêmement onéreux.
De plus les intérêts et les bénéfices portugais gagnés en Asie ont toujours eu pour objectifs de financer l'expansion et la colonisation dans les secteurs considérés de grande importance stratégique en Afrique et au Brésil. La suprématie maritime portugaise a été ravie par les Néerlandais lors du XVIIe siècle, compliquant la situation pour les Portugais. Malgré tout, ils s'accrochèrent à des territoires comme Macao, et leur une nouvelle colonie sur l'île de Timor. Elle subsista jusque lors des années 1970 lorsque le Portugal amorça sa décolonisation en Asie. Goa, envahi par l'Inde en 1961, devint un État indien en 1987 ; le Timor portugais, abandonné en 1975, fut envahi par l'Indonésie. C'est devenu un pays indépendant en 2002 ; Macao (dernier témoin de la puissance portugaise en Asie) fut rétrocédé à la Chine par un traité en 1999.

## Le commerce et la colonisation néerlandaise en Asie

### Le contrôle néerlandais sur le commerce asiatique auXVIIesiècle

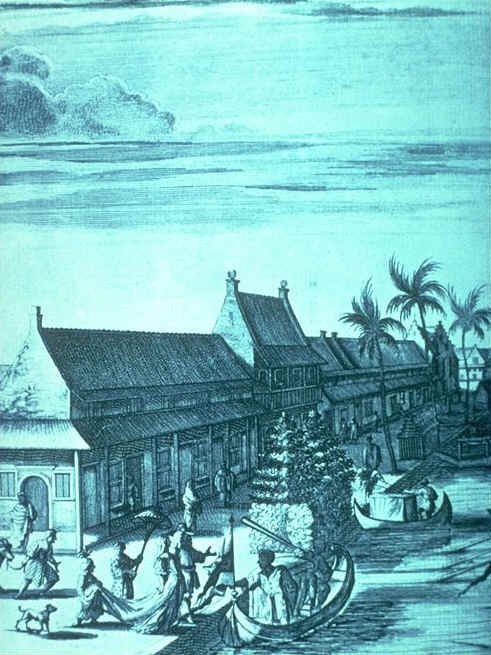
Batavia (aujourd'hui Jakarta Java, vers 1665.

Le déclin du Portugal en Asie a été accéléré par la concurrence commerciale menée par les Néerlandais et les Anglais, qui a duré jusqu'à ce que la fin de la guerre de Sept Ans en 1763. La révolte néerlandaise contre la domination espagnole a permis aux Néerlandais de développer leur commerce du sud et à l'est de l'Asie mettant fin au monopole portugais. Pendant de nombreuses années les Néerlandais considéraient le Portugal comme un allié potentiel face aux Espagnols avec qui ils étaient en guerre. Lorsque les deux monarchies de la péninsule Ibérique furent réunies en 1581, les Provinces-Unies devenaient libres d'attaquer les territoires portugais en Asie.
À partir de 1590, un grand nombre de sociétés néerlandaises s'est créé et finançait des expéditions marchandes en Asie. Puisque la concurrence avait pour effet de faire diminuer les bénéfices, et en raison des doctrines de mercantilisme, en 1602 ces sociétés sont regroupées dans un cartel qui prend le nom Compagnie néerlandaise des Indes orientales, et reçoit du gouvernement l'autorisation de commercer et coloniser le territoire s'étendant du cap de Bonne-Espérance vers l'océan Indien et l'océan Pacifique jusqu'au détroit de Magellan.
En 1605, les négociants néerlandais s'emparent du fort portugais d'Ambon dans les Moluques, qui devient la première base sécurisée de la société hors des Pays-Bas. Au fil du temps, les Néerlandais ont consolidé leur contrôle des grands ports de commerce des Indes orientales. Le contrôle des ports de commerce a permis à la société de monopoliser le commerce des épices pendant des décennies. Leur monopole sur le commerce d'épices est devenu total après les prises de Malacca en 1641 et de Ceylan en 1658.
La Compagnie néerlandaise des Indes orientales a ensuite établi des colonies ou des avant-postes dans tout l'espace maritime asiatique : Atjeh (Aceh) en 1667 ; Macassar en 1669 ; et Banten en 1682. La société a établi son siège social à Batavia (aujourd'hui Jakarta) sur l'île de Java. En dehors des Indes orientales, les colonies ou les avant-postes ont été également établis en Perse (Iran), dans le Bengale (aujourd'hui divisé entre le Bangladesh et l'Inde), l'île Maurice (1638-1658/1664-1710), le Siam (Thaïlande), Canton, Formose (1624-1662), et l'Inde du sud (1616-1795). En 1662, Zhèng Chénggōng (également connu sous le nom de Koxinga) expulsa les Néerlandais de Formose. Un comptoir a également été établi sur Dejima (1641-1857), une île artificielle dans la baie de Nagasaki, qui est resté pendant longtemps le seul lieu où les Européens pourraient commercer avec le Japon.
En 1652, Jan van Riebeeck établit un avant-poste au cap de Bonne-Espérance (l'extrémité sud-ouest de l'Afrique, actuellement en Afrique du Sud) permettant aux bateaux de la société de faire une escale et de se réapprovisionner lors de leur voyage vers l'Asie. Ce comptoir est ensuite devenu une véritable colonie, la colonie du Cap (1652-1806). Avec l'arrivée et l'augmentation rapide de la population immigrante, les Néerlandais fondèrent la ville de Kaapstad (Le Cap).
En 1669, la Compagnie néerlandaise des Indes orientales est restée la société anonyme la plus riche de l'histoire, avec une flotte de centaines de navires marchands et de navires de guerre, des dizaines de milliers d'employés, de milliers de soldats formant une armée privée, et une réputation de la part de ses actionnaires pour des paiements aux dividendes élevés.

### Néo-impérialisme néerlandais en Asie

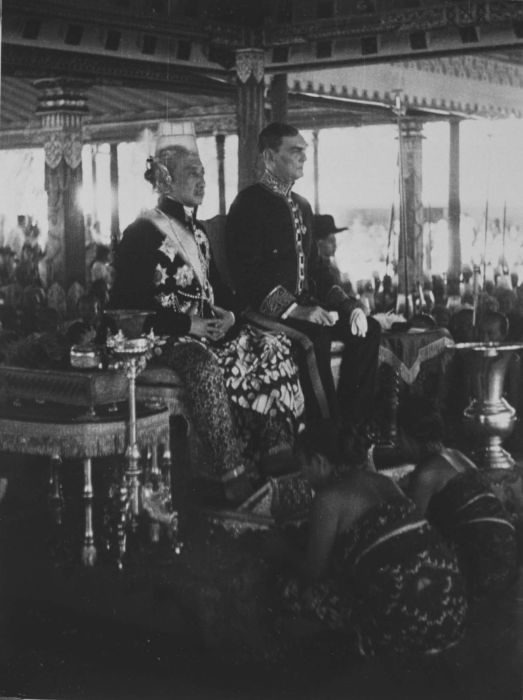
Le Gouverneur-Général Bijleveld et le Sultan de Jogjakarta.

La Compagnie était en conflit permanent avec les Anglais ; les relations étaient particulièrement tendues à la suite du massacre d'Amboyna en 1623. Durant le XVIIIe siècle, les possessions de la Compagnie des Indes se sont de plus en plus concentrées sur les Indes orientales. Après la quatrième guerre entre les Provinces-Unies et l'Angleterre (1780-1784), la société a souffert de difficultés financières croissantes. En 1799, la société fut dissoute et la colonisation officielle des Indes orientales débuta. Pendant l'ère du néo-impérialisme les territoires réclamés par la Compagnie des Indes s'étaient étendus en une véritable colonie qui fut nommée les Indes orientales néerlandaises. Pour s'assurer du contrôle de ces territoires les Néerlandais avaient établi un contrôle direct de l'archipel maintenant connu sous le nom de l'Indonésie.
Six ans après la colonisation officielle des Indes orientales, la République batave fut occupée par les forces françaises napoléonienne. Le gouvernement néerlandais s'exila en Angleterre et céda ses possessions coloniales à la Grande-Bretagne. Le Gouverneur-général Jan Willem Janssens, pro-français, résista à l'invasion de Java par une force britannique en 1811 jusqu'à ce qu'il soit forcé de se rendre. Le Gouverneur britannique Raffles, qui fonda plus tard la ville de Singapour, dirigea la colonie pendant les dix années de l'interrègne britannique (1806-1816).
Après la défaite de Napoléon, le traité anglo-néerlandais de 1814 restitua aux Néerlandais leurs possessions en Asie. La perte de l'Afrique du Sud et la course pour le partage de l'Afrique contraignent les Néerlandais à se focaliser sur leur colonie des Indes orientales. Ils commencèrent par consolider leur zone d'influence par des campagnes militaires et des alliances diplomatiques avec les tribus indigènes assurant la domination néerlandaise sur tout l'archipel. Ces campagnes militaires majeures furent la guerre des Padri (1821-1837), la guerre de Java (1825-1830) et la guerre d'Aceh (1873-1904). Pour mener cette politique agressive l'Armée royale des Indes néerlandaises fut fondée. Partout en Europe des soldats furent recrutés à destination de l'Asie. 
Les Pays-Bas ont concentré toutes leurs forces coloniale en Indes orientales néerlandaises tout au long du XIXe siècle. La prise des Indes par les Japonais lors de la Seconde Guerre mondiale fragilisa le pouvoir en place. En 1949 les Indes orientales néerlandaises deviennent la République indépendante de l'Indonésie. En 1962, la Nouvelle-Guinée néerlandaise est annexée par l'Indonésie mettant fin de facto à l'impérialisme néerlandais en Asie.

## La France en Indochine

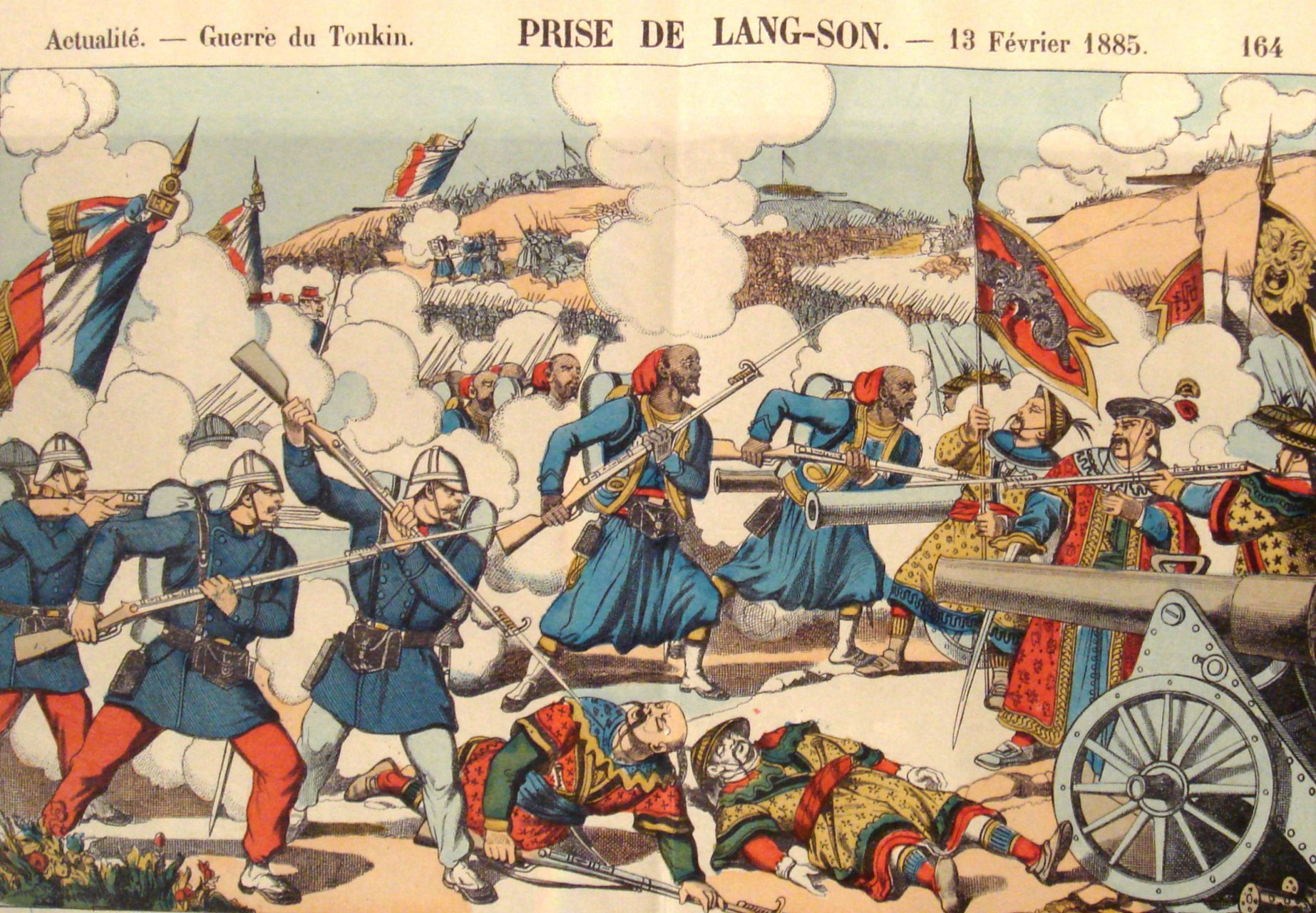
La conquête de Lạng Sơn en 1885.

La France, qui avait perdu son empire face aux Britanniques vers la fin du XVIIIe siècle, possédait encore une base commerciale en Asie du Sud-est. Après 1850, l'impérialisme français était poussé par le besoin nationaliste de rivaliser avec le Royaume-Uni. L'expansionnisme français en Indochine voulait également protéger les missions religieuses françaises dans le secteur, et aussi trouver un itinéraire vers le sud de la Chine traversant le Tonkin (région du nord du Vietnam).
Des établissements religieux et commerciaux français se sont établis en Indochine dès le XVIIe siècle, mais il restait impossible de stabiliser la position française face à la puissance britannique dans l'océan Indien et à la défaite française en Europe au début du XIXe siècle. Seul le mouvement religieux revitalisé de la seconde moitié du XIXe siècle sous le Second empire a permis de consolider un peu la présence de Français en Indochine. Les persécutions antichrétiennes en Extrême-Orient ont fourni le prétexte pour le bombardement de Tourane (Da Nang) en 1847, suivi de son occupation en 1857 et celle de Saïgon en 1858. Sous Napoléon III, la France changea de stratégie commerciale avec la Chine : les Français étant surpassés par les Britanniques, la France s'est jointe avec les Britanniques contre la Chine dans la seconde guerre de l'opium de 1857 à 1860, permettant de récupérer les régions chinoises de sud se trouvant aujourd'hui au Vietnam.
Par le traité de Saïgon du 5 juin 1862, l'empereur vietnamien cède à la France les trois provinces sud du Vietnam permettant de former la colonie française de Cochinchine ; la France a également établi un protectorat sur les autres régions du Vietnam. Graduellement la puissance française s'affirme par l'exploration, puis l'établissement de protectorats, et finalement des annexions absolues. La conquête de Hanoï a en 1882 mena directement à la guerre avec la Chine (1883-1885), et la victoire française confirma la suprématie française dans la région. La France dirigea la Cochinchine en tant que colonie, le Vietnam central et du nord sous les protectorats de l'Annam et du Tonkin, et le Cambodge comme protectorat avec un degré de gestion d'un degré moindre. Le Laos était placé sous la "protection française".
Au début du XXe siècle, la France disposait d'un empire en Indochine presque une fois et demi plus grand que la métropole. Un Gouverneur-général à Hanoï dirigeait la Cochinchine directement, et les autres régions en s'appuyant sur les institutions indigènes en place. Théoriquement, la France maintenait les règles pré-coloniales et les structures administratives de l'Annam, du Tonkin, de la Cochinchine, au Cambodge, et au Laos, mais en réalité le poste de Gouverneur-général permettait un régime fiscal et administratif centralisé gouvernant la région entière. Bien que les établissements indigènes survivants aient été préservés afin d'établir une domination française plus acceptable, ils ont presque totalement été privés de toute indépendance d'action. Les administrateurs coloniaux français ethnocentriques ont cherché à assimiler les classes aristocratiques à la culture française. Tandis que les Français amélioraient les services publics et la stabilité commerciale, le niveau de vie indigène diminua et les structures sociales précoloniales s'effacèrent. L'Indochine, avec une population de plus de dix-huit millions d'habitants en 1914, était vitale pour la France grâce à son étain, au poivre, au charbon, au coton, et au riz.  La colonie, qui a perduré pendant quasiment un siècle, a donc été rentable.

## Intrusions européennes en Chine et le Siècle d'humiliation

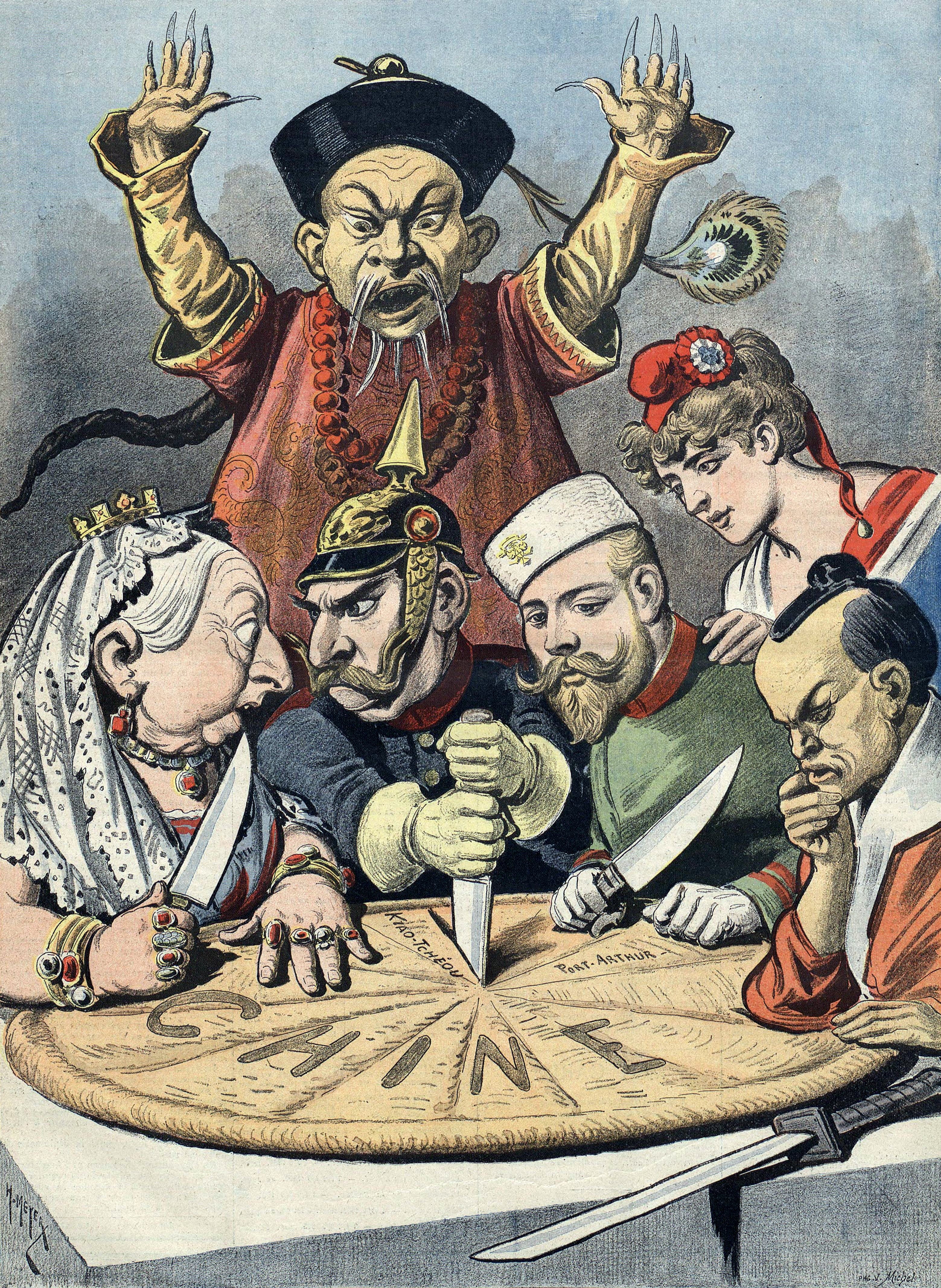
Partage du "Gâteau chinois" par reine Victoria (Royaume-Uni), Guillaume II (Allemagne), Nicolas II (Russie), Marianne (France), et Mutsuhito (Japon)

Au XVIe siècle de nombreux jésuites missionnaires arrivèrent en Chine, tel Matteo Ricci, qui établit des missions introduisant la science occidentale et réunissant des connaissance sur le fonctionnement de la société chinoise, l'histoire, la culture et la science. Au cours du XVIIIe siècle, les marchands d'Europe arrivèrent en Chine en nombre croissant. Cependant, les commerçants étaient toujours confinés à Canton et la colonie portugaise de Macao, comme c'était le cas depuis le XVIe siècle. Les commerçants européens étaient de plus en plus irrités par des droits de douane qu'ils considéraient comme relativement élevés et les freins imposés par les autorités chinoises sur le commerce de l'opium. En 1800, son importation fut interdite par le gouvernement impérial, mais le commerce illégal continua malgré tout.
Au début du XIXe siècle, un affaiblissement de la dynastie Qing rendit la Chine vulnérable à l'impérialisme occidental, au Japon de l'ère Meiji et à la Russie. En 1839, la Chine s'oppose à la Grande-Bretagne lors de la première guerre de l'opium. Après sa défaite, la Chine signe en 1842 le traité de Nankin qui est le premier des traités inégaux signés pendant la dynastie Qing. L'île de Hong Kong est cédée à la Grande-Bretagne, et certains ports, y compris Shanghai et Canton, sont ouverts au commerce et à l'installation des Britanniques. En 1856, la seconde guerre de l'opium éclate et les Chinois sont de nouveau défaits et forcés de ratifier le traité de Tianjin en 1858. Le traité ouvre de nouveaux ports et permet la circulation des étrangers à l'intérieur du pays. En outre, les chrétiens sont autorisés à pratiquer leur religion. Le traité de Wanghia pour les États-Unis et plus tard le traité d'Aigun pour la Russie permet à ces deux pays d'obtenir les mêmes prérogatives.

## L'impérialisme américain en Asie

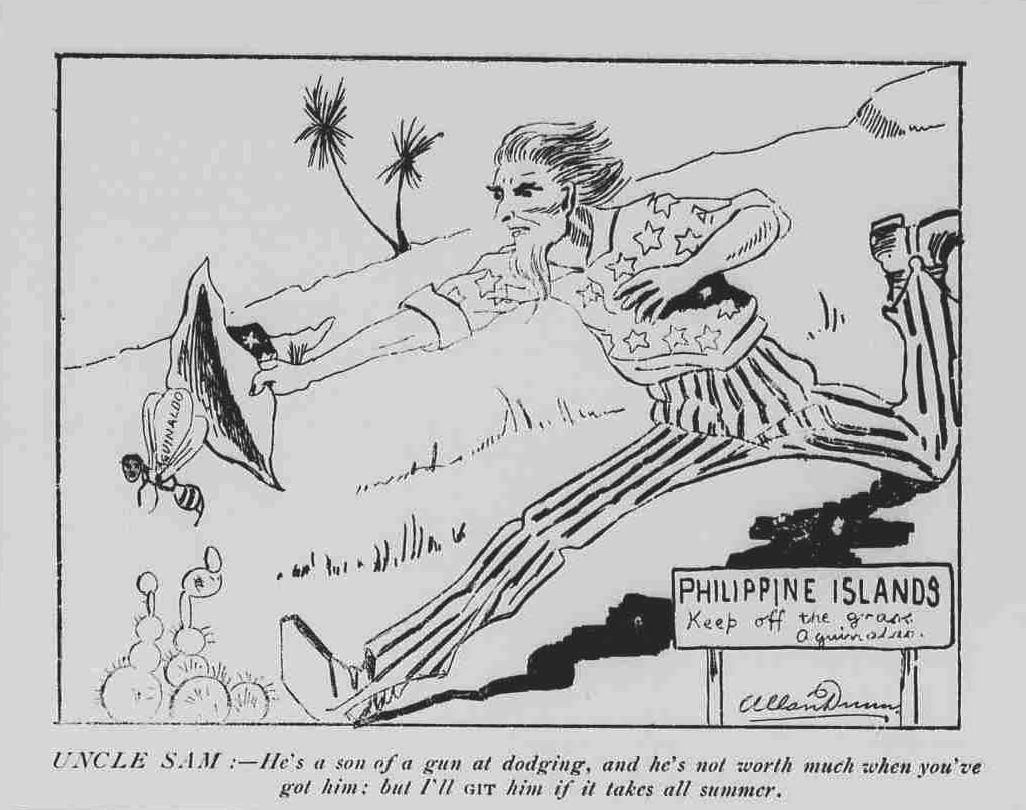
L'Oncle Sam pourchassant Emilio Aguinaldo, président de la République des Philippines

La seconde moitié du XIXe siècle marque la fin de la conquête de l'Ouest, et le début de l'expansion américaine économique et militaire dans le Pacifique. En 1898, une guerre oppose les États-Unis à l'Espagne au cours de laquelle l'amiral américain Dewey détruit la flotte espagnole à Manille et les troupes américaines débarquèrent aux Philippines. Les Philippines et Guam sont par la suite cédés par l'Espagne lors du traité de Paris.
Les Philippins, qui ont aidé les troupes américaines à combattre les Espagnols déclarent leur indépendance le 12 juin 1898. À partir de 1899, les combats entre les nationalistes philippins et les États-Unis éclatent; plus de quinze ans sont nécessaires aux États-Unis pour maîtriser complètement l'insurrection. Les États-Unis ont envoyé 70 000 soldats et entre 200 000 et 1 500 000 civils trouvèrent la mort lors de ce conflit.
Les attaques américaines dans les campagnes suivaient la stratégie de la terre brûlée où des villages entiers étaient brûlés et détruits, et les civils concentrés dans des camps appelés «zones protégées». La plupart de ces victimes civiles résultent de la maladie et de la famine. Les rapports sur l'exécution de soldats américains faits prisonniers par les Philippins ont conduit à des représailles disproportionnées de la part des forces américaines.
À l'issue de ce conflit les Philippines deviennent un protectorat américain puis officiellement le Commonwealth des Philippines en 1935. 
En 1914, Dean C. Worcester, secrétaire américain de l'Intérieur pour les Philippines (1901-1913) décrit «le régime de civilisation et d'amélioration qui a commencé avec l'occupation américaine et qui a conduit à développer des sauvages nus en hommes cultivés et éduqués». Néanmoins, certains Américains, comme Mark Twain, s'opposèrent profondément à l'impérialisme américain aux Philippines, ce qui conduisit à l'abandon des tentatives de construction d'une base navale américaine permanente et à l'utiliser comme point d'entrée sur le marché chinois.

## La période post-Seconde Guerre mondiale

### Décolonisation et montée du nationalisme en Asie
Au lendemain de la Seconde Guerre mondiale, les colonies européennes, qui contrôlaient plus d'un milliard de personnes dans le monde, régnaient encore sur la majeure partie du Moyen-Orient, de l'Asie du Sud-Est et du sous-continent indien. Cependant, l'image de la prééminence européenne a été brisée par l'occupation par les Japonais, pendant la guerre, de grandes parties des territoires britanniques, français et néerlandais dans le Pacifique. La déstabilisation de la domination européenne a entraîné la croissance rapide des mouvements nationalistes en Asie, notamment en Indonésie, en Malaisie, en Birmanie et en Indochine française.
La guerre n'a fait qu'accélérer les forces déjà existantes qui minaient l'impérialisme occidental en Asie. Dans l'ensemble du monde colonial, les processus d'urbanisation et d'investissement capitaliste ont créé des classes marchandes professionnelles qui forment de nouvelles élites occidentalisées. Bien qu'imprégnées des idées politiques et économiques occidentales, ces classes éprouvent de plus en plus de ressentiment à l'égard de leur statut inégal sous la domination européenne.

#### Colonies britanniques en Inde et au Moyen-Orient

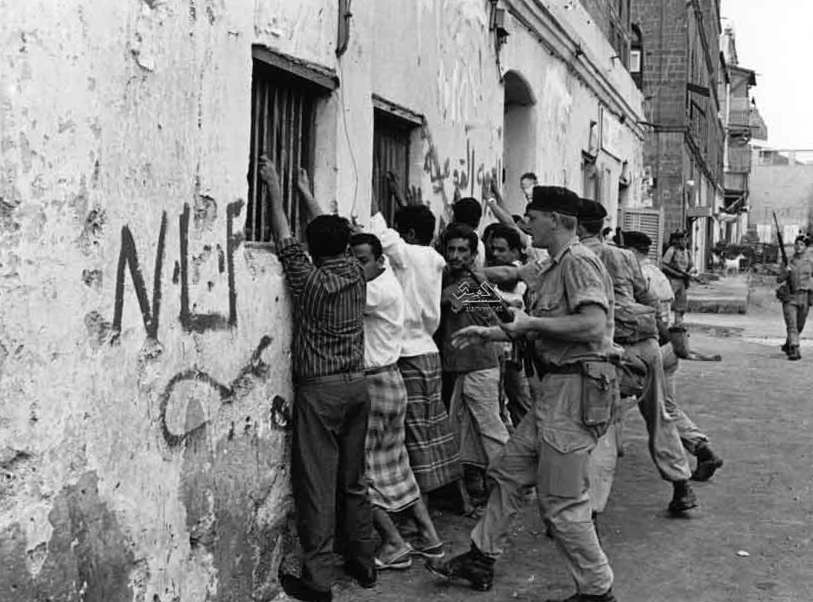
Campagne anti-insurrectionnelle de l'armée britannique dans les territoires sous contrôle britannique d'Arabie du Sud, lors du mouvement d'indépendance yéménite en 1967.

En Inde britannique, le déplacement des forces japonaises vers l'ouest, en direction du Bengale, pendant la Seconde Guerre mondiale, avait conduit les autorités britanniques à faire d'importantes concessions aux dirigeants nationalistes indiens. En 1947, le Royaume-Uni, dévasté par la guerre et en proie à une crise économique, accorde à l'Inde britannique son indépendance en deux nations : l'Inde et le Pakistan. Le Myanmar (Birmanie) et le Sri Lanka (Ceylan), qui font également partie de l'Inde britannique, obtiennent également leur indépendance du Royaume-Uni l'année suivante, en 1948.
Au Moyen-Orient, le Royaume-Uni a accordé l'indépendance à la Jordanie en 1946 et deux ans plus tard, en 1948, il a mis fin à son mandat sur la Palestine, devenant ainsi la nation indépendante d'Israël. Dans le protectorat britannique d'Aden, devenu le Protectorat d'Arabie du Sud en 1963, les mouvements nationalistes du Front de libération de l'occupation du Yémen du Sud (FLOYS) et du Front de libération nationale (FLN) obtiennent en 1967 la proclamation de l'indépendance du Yémen du Sud.

#### Colonies néerlandaises en Asie

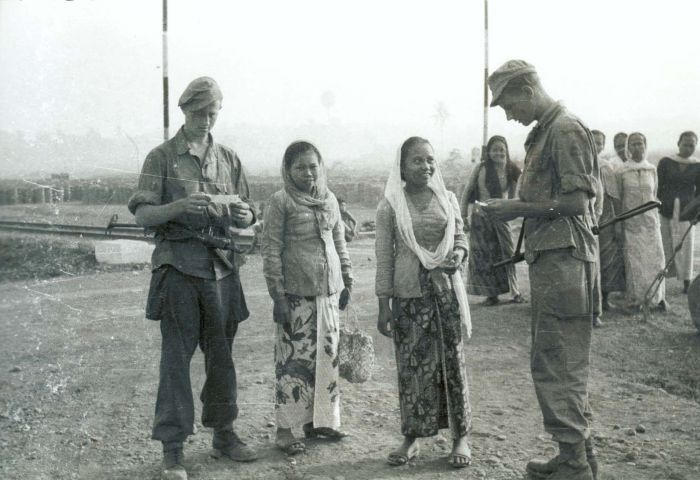
Des soldats néerlandais contrôlent les papiers de femmes javanaises, en 1946.

Après la fin de la guerre, les nationalistes indonésiens ont exigé l'indépendance totale des Pays-Bas. Un conflit brutal s'ensuit et finalement, en 1949, grâce à la médiation des Nations unies, les Indes orientales néerlandaises obtiennent leur indépendance et deviennent la nouvelle nation indonésienne. L'impérialisme néerlandais a façonné ce nouvel État multiethnique composé d'environ 3 000 îles de l'archipel indonésien et comptant à l'époque plus de 100 millions d'habitants.
La fin de la domination néerlandaise a fait naître des tensions latentes entre les quelque 300 groupes ethniques distincts des îles, la principale ligne de fracture ethnique se situant entre les Javanais et les non-Javanais.
La Nouvelle-Guinée néerlandaise est restée sous l'administration néerlandaise jusqu'à la signature de l'Accord de New York en 1962 (voir également le différend concernant la Nouvelle-Guinée occidentale).

#### Commonwealth américain des Philippines
Aux Philippines, les États-Unis sont restés fidèles à leurs engagements antérieurs d'accorder l'indépendance aux îles, et les Philippines sont devenues la première des colonies asiatiques contrôlées par l'Occident à obtenir l'indépendance après la Seconde Guerre mondiale. Cependant, les Philippines restent sous pression pour adopter un système politique et économique similaire à celui des États-Unis.
Cet objectif a été grandement compliqué par la montée de nouvelles forces politiques. Pendant la guerre, l'Hukbalahap (armée populaire), qui avait des liens étroits avec le Parti communiste des Philippines (PKP), a lutté contre l'occupation japonaise des Philippines et a gagné une grande popularité parmi de nombreux secteurs de la classe ouvrière et de la paysannerie philippines. En 1946, le PKP a participé aux élections dans le cadre de l'Alliance démocratique. Toutefois, avec le début de la guerre froide, sa force politique croissante a suscité une réaction du gouvernement en place et des États-Unis, ce qui a entraîné la répression du PKP et de ses organisations associées. En 1948, le PKP a commencé à organiser une lutte armée contre le gouvernement et la présence militaire américaine continue. En 1950, le PKP a créé l'Armée de libération du peuple (Hukbong Mapagpalaya ng Bayan), qui a mobilisé des milliers de troupes dans toutes les îles. L'insurrection a duré jusqu'en 1956, date à laquelle le PKP a abandonné la lutte armée.
En 1968, le PKP a connu une scission, et en 1969, la faction maoïste du PKP a créé la Nouvelle armée populaire. Les rebelles maoïstes ont relancé une lutte armée contre le gouvernement et la présence militaire américaine aux Philippines, qui se poursuit à ce jour.

#### Colonie française d'Indochine

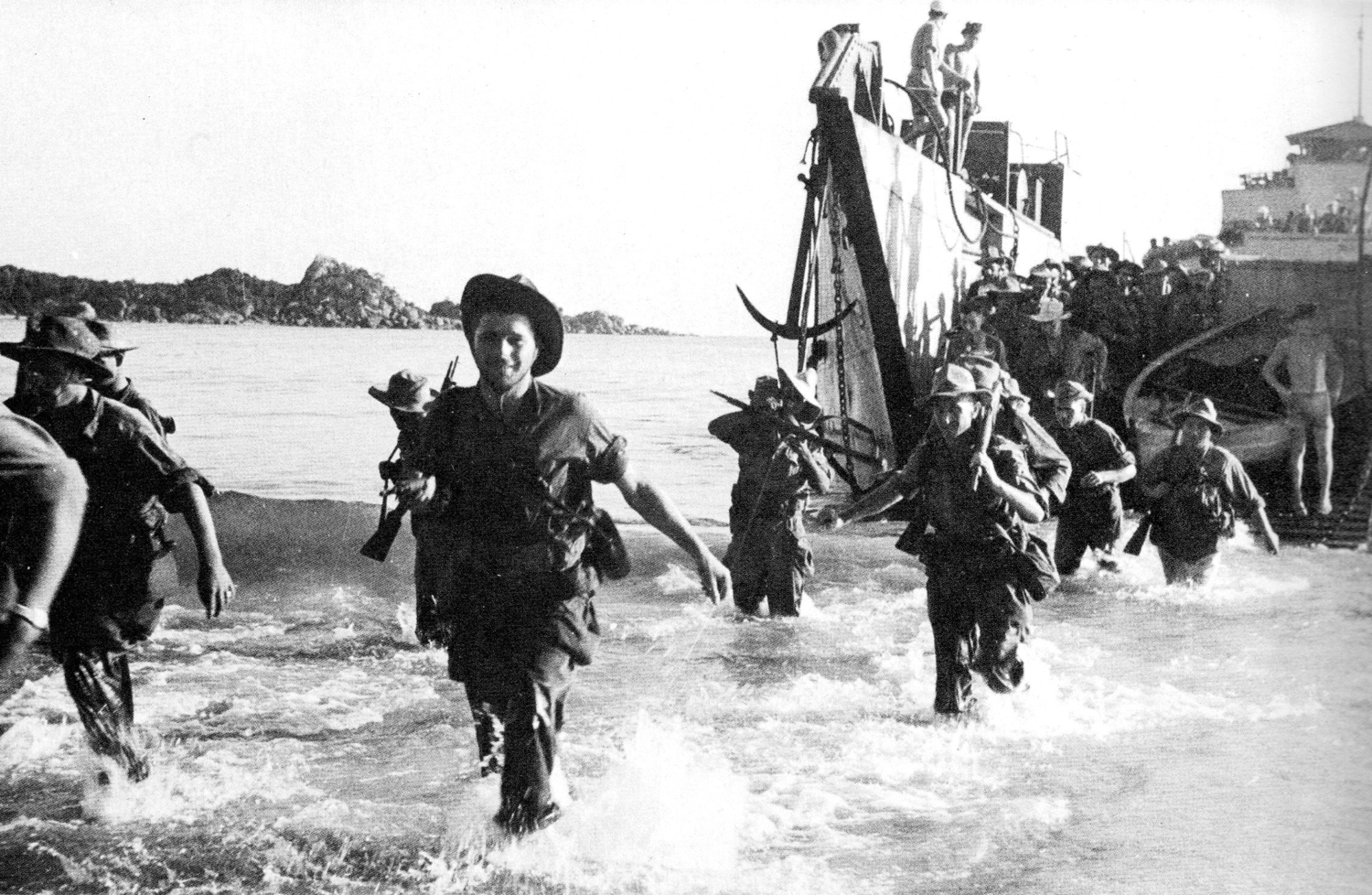
Des commandos de marine français débarquent au large des côtes de l'Annam en juillet 1950.

La France reste déterminée à conserver son contrôle sur sa colonie d'Indochine. Cependant, à Hanoi, un large front de nationalistes et de communistes dirigé par Ho Chi Minh déclare en 1945 une République indépendante du Viêt Nam, communément appelée le régime du Việt Minh par les étrangers occidentaux.
La France, qui cherchait à reprendre le contrôle du Viêt Nam, a répliqué par une vague offre d'autonomie sous le régime français. Les offres de la France étaient inacceptables pour les nationalistes vietnamiens ; et en décembre 1946, le Việt Minh a lancé une rébellion contre l'autorité française régissant les colonies de l'Indochine française. Les premières années de la guerre ont été marquées par une insurrection rurale de faible ampleur contre l'autorité française. Cependant, après que les communistes chinois ont atteint la frontière nord du Vietnam en 1949, le conflit s'est transformé en une guerre conventionnelle entre deux armées équipées d'armes modernes fournies par les États-Unis et l'Union soviétique. Entre-temps, la France a accordé l'indépendance à l'État du Vietnam basé à Saigon en 1949, tandis que le Laos et le Cambodge ont reçu leur indépendance en 1953. Les États-Unis ont reconnu le régime de Saigon et ont fourni une aide militaire à l'effort militaire français.
Pendant ce temps, au Vietnam, la guerre française contre le Viet Minh se poursuit pendant près de huit ans. Les Français sont progressivement épuisés par la guérilla et les combats dans la jungle. Le tournant pour la France se produit lors de la bataille de Diên Biên Phu en 1954, qui se solde par la reddition de dix mille soldats français. Cette année-là, Paris est contraint d'accepter un règlement politique lors de la conférence de Genève, qui débouche sur une série d'accords précaires concernant le futur statut politique du Laos, du Cambodge et du Vietnam.

## Colonies asiatiques par pays colonisateur

### Allemagne
Nouvelle-Guinée allemande
Kiaou-Tchéou

### Danemark
Inde danoise

### Espagne
Indes orientales espagnoles

### États-Unis
Commonwealth des Philippines

### France
Indochine française qui réunissait : 
le Tonkin
l'Annam
la Cochinchine
le protectorat du Laos
le protectorat du Cambodge
le Kouang-Tchéou-Wan
Établissements français dans l'Inde
Syrie mandataire (sous mandat de la Société des Nations après la Première Guerre mondiale)

### Pays-Bas
Formose néerlandaise
Inde néerlandaise
Indes orientales néerlandaises
Nouvelle-Guinée néerlandaise
Ceylan (1656–1796)

### Portugal
Inde portugaise
Timor portugais
Macao

### Royaume-Uni
Indes britanniques
Raj britannique
Birmanie britannique
Ceylan (1815–1948)
Hong Kong
Weihai
Malaisie britannique
Bornéo du Nord
Territoire de Papouasie
Palestine mandataire (sous mandat de la Société des Nations après la Première Guerre mondiale)
Émirat de Transjordanie (sous mandat de la Société des Nations après la Première Guerre mondiale)
Mandat britannique de Mésopotamie (sous mandat de la Société des Nations après la Première Guerre mondiale)
Protectorat du Koweït
Protectorat de Mascate et Oman

### Zones partagées
Concessions étrangères en Chine
Canton
Tientsin
Shanghai
Hankou
l'île de Gulangyu

### États non colonisés
- Afghanistan (État tampon entre la Russie et la Grande-Bretagne)
- Chine (des enclaves territoriales sont concédées aux puissances étrangères)
- Bhoutan
- Perse
- Japon (avait également son propre empire colonial en Corée et Formose)
- Mongolie (fait partie intégrante de la Chine jusqu'en 1911)
- Népal
- Siam
- Turquie
- Arabie Saoudite